# Universidade de Tartu
A Universidade de Tartu (em estoniano: Tartu Ülikool; em alemão: Universität Dorpat) é uma universidade clássica na cidade de Tartu, Estônia. Considerada por muitos estonianos como a "universidade nacional" do país, ela pertence ao Grupo Coimbra e foi fundada pelo rei Gustavo Adolfo II da Suécia em 30 de Junho 1632.
Ao longo de sua história, a Universidade de Tartu foi conhecida por Academia Gustaviana, Universidade de Dorpat, Universität (zu) Dorpat, Universidade de Yuryev, e Universidade Estatal de Tartu (Tartu Riiklik Ülikool).

## História
A Academia Gustaviana, da então província sueca da Livônia, foi a segunda universidade fundada no Império sueco, após a Universidade de Uppsala (em Uppsala, Suécia) e anterior à Academia de Åbo (em Turku, Finlândia). Uma precursora da academia foi uma escola secundária jesuíta, Gymnasium Dorpatense, fundada pelo rei polonês Stefan Batory em 1583 e que durou até 1601, quando Tartu (Dorpat) esteve sob o controle da República das Duas Nações. Em 1710 a universidade foi transferida de Tartu para Pärnu (Pernau) e só foi reaberta em Tartu em 1802 pela germano-báltica Ritterschaften sob o comando do  Imperador reformista Alexandre I da Rússia, a quem a Livônia então pertencia.
A língua oficial utilizada em Dorpat (Tartu) de 1802 a 1893 era a alemã. Naquele tempo, Dorpat era dependente financeira e administrativamente da Rússia, mas intelectualmente e através do seu corpo de professores, da Alemanha (mais da metade dos professores tinham vindo da Alemanha, pelo menos outro terço eram de germano-bálticos). Dentre as 30 universidades de língua alemã, das quais 23 estavam dentro do Império Alemão, Dorpat era a décima primeira em tamanho. No ensino, a universidade educou a liderança germano-báltica local e classes profissionais, assim como formou o pessoal especializado para os sistemas de administração e saúde de todo o Império Russo. Em bolsa de estudos, era uma universidade internacional; o período entre 1860 e 1880 foi sua "era dourada".

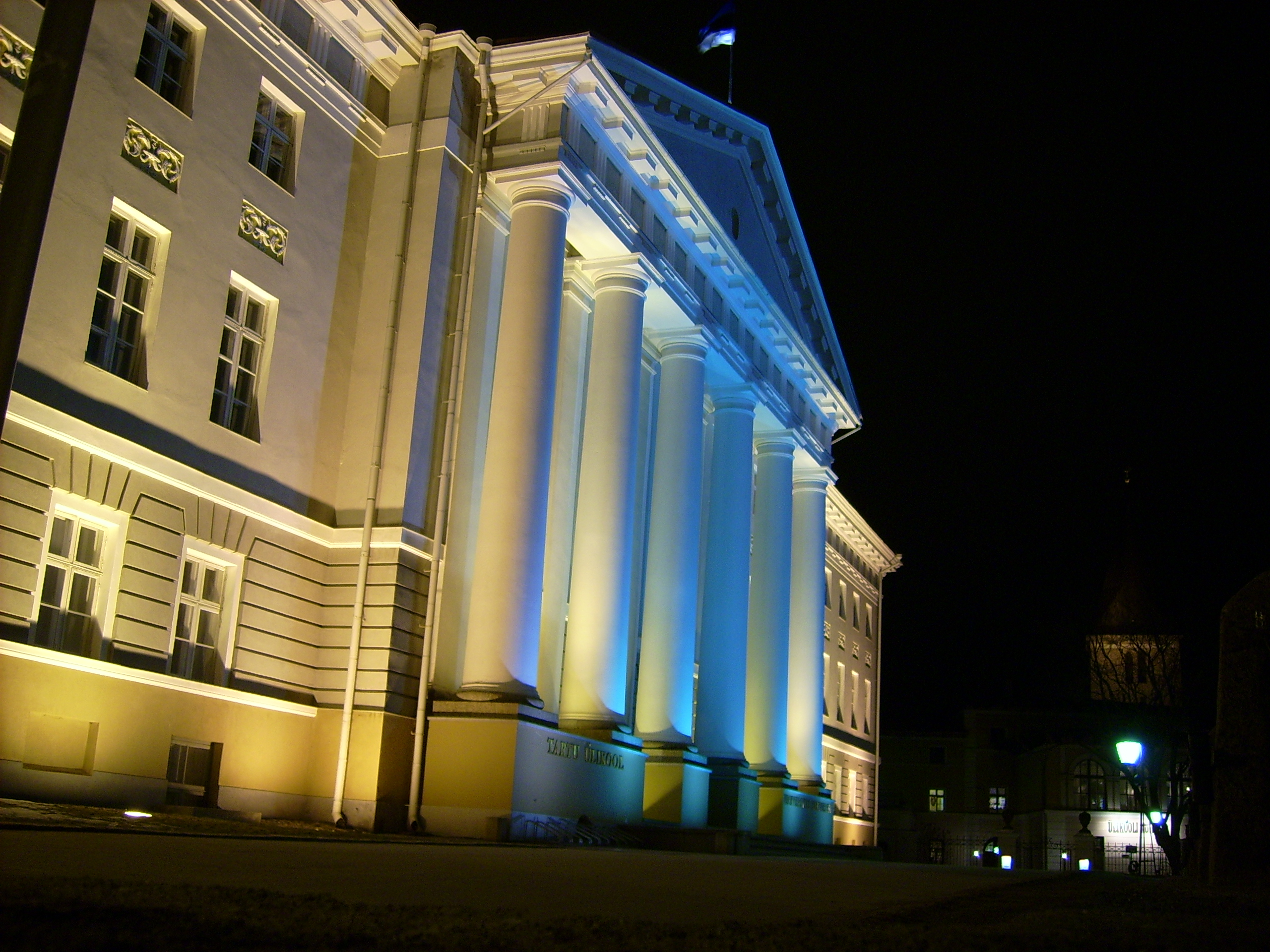
O prédio principal da universidade (2006)

A liberdade de ser uma universidade meio-alemã acabou com o surgimento de tendências nacionalistas na Rússia, que considerou mais importante a homogeneização do que a manutenção de uma universidade bilíngue. Entre 1882 e 1898, a russificação da língua, indicações para os cargos, etc., foi imposta, com algumas exceções (tais como a Escola da Divindade, que o Estado temia que seria usada pelo clero ortodoxo para ensinar perigosas visões protestantes e, portanto foi permitido que continuasse em alemão até 1916). Em 1898, quando a cidade e a universidade tiveram seus nomes mudados para Yuryev, todos os intelectuais alemães já as haviam deixado. A Universidade de Yuryev existiu até 1918, quando devido ao Tratado de Brest-Litovski, ela foi reaberta, sob ocupação alemã, como Dorpat. Os professores e alunos russos refugiaram-se em Voronezh na Rússia, fazendo com que fosse fundada a Universidade Estatal de Voronezh, que tem sua própria história ligada à fundação da Universidade de Tartu e ainda possui muitos bens físicos que pertenceram a ela.
Em 1919, a Universidade de Tartu foi fundada como uma instituição da Estônia. Ela tornou-se soviética, em 1940, depois que a União Soviética assinou o Pacto Molotov-Ribbentrop, mas foi ocupada pela Alemanha de 1941–1944 e novamente chamou-se Dorpat. Desde 1944, ela passou a ser a Universidade de Tartu (1940–1941 e 1944–1989 "Universidade Estatal de Tartu"). Durante o período do controle soviético (1944–1991), o estoniano foi a principal língua de instrução, embora alguns cursos foram ensinados em russo, e havia vários currículos russos. A total recuperação da autonomia acadêmica da Universidade aconteceu a partir de 1992.
A última década tem sido marcada pelas mudanças organizacionais e estruturais, bem como pelas adaptações aos vários modelos universitários (estado-unidense, escandinavo, alemão) contra a herança deixada pelos soviéticos e germano-bálticos. Mais recentemente, a universidade foi e ainda está sendo marcada por adaptações peculiares da Declaração de Bolonha em toda a Estônia e especialmente em Tartu, levando a mudanças importantes em currículos e estudos, bem como por uma forte tentativa de centralização organizacional. Os planos recentes também incluem a abolição do sistema de cadeiras (uma americanização) e de faculdades, que é provável que conduza a quatro grandes divisões (Ciências Humanas, Ciências Sociais, Ciências Naturais, e Medicina).

## Edifícios

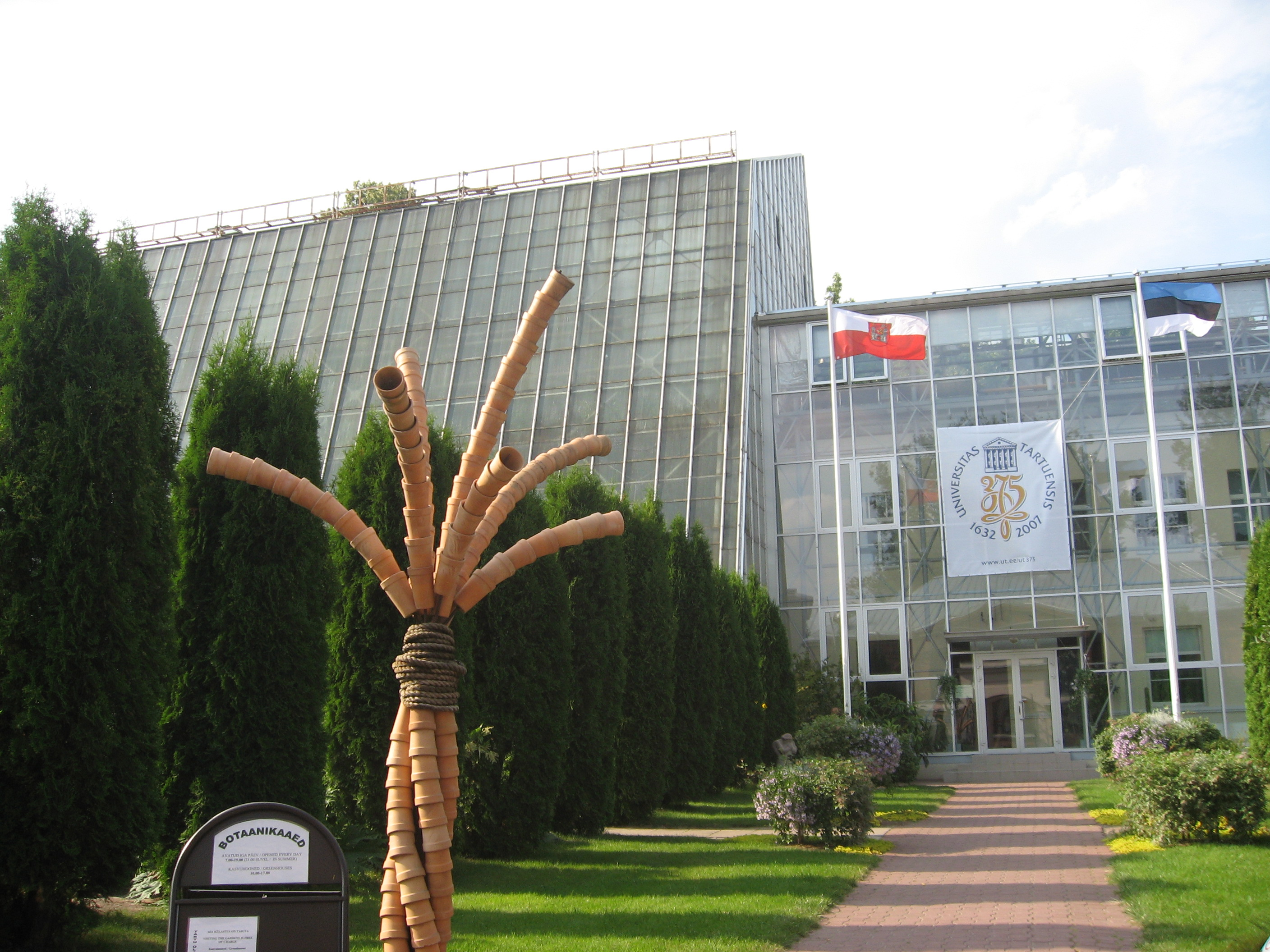
Jardim Botânico

Os quatro museus da universidade, seu Jardim Botânico, e instalações esportivas estão, no geral, abertos ao público.
A Universidade possui cerca de 150 edifícios, trinta dos quais estão localizados fora de Tartu. Trinta e um de seus edifícios decoram a cidade como monumentos arquitetônicos. Porém, as atuais reformas incluem a intenção de vendê-los, ou de ter o Estado como co-patrocinador, vários desses edifícios e monumentos, bem como as instalações esportivas, não são vistas como propriamente uma função de ensino da universidade.
Ao mesmo tempo, há numerosos edifícios universitários recém construídos/reformados e alojamentos para os estudantes, tais como o Instituto de Tecnologia e o Centro Biomédico.

## Pesquisa
Na Universidade de Tartu, atualmente são produzidas mais de 3.300 publicações científicas todo ano. Cerca da metade de todas as publicações por cientistas estonianos em jornais (tais como "SCI Expanded", "SSCI" ou "A&HCI") são escritas por autores de Tartu.
De acordo com a administração da universidade, as pesquisas mais recentes estão voltadas para os campos da biologia molecular e celular, genética biotecnologia, imunologia, farmacologia, laser, medicina, ciência dos materiais, espectroscopia à laser, bioquímica, tecnologia ambiental, linguística computacional, psicologia e semiótica.
A universidade coopera com empresas privadas, e atua como um núcleo para o desenvolvimento de firmas spin-off (exemplos recentes incluem a Asper Biotech e outras).

## Cooperação acadêmica

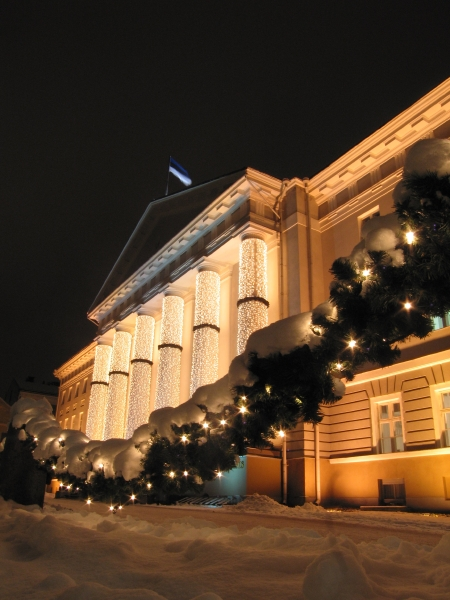
A Universidade de Tartu no Natal.

A Universidade assinou acordos de cooperação com 30 universidades e instituições de pesquisas do exterior, e 140 contratos para intercâmbio de estudantes e docentes internacionais dentro do "Programa Erasmus" da União Europeia.
Atualmente, aproximadamente 400 estudantes estrangeiros de 27 países estudam no sistema de intercâmbio na Universidade. A grande maioria vem da Finlândia, Suécia, Letônia, Rússia, dos Estados Unidos da América e Alemanha.
A Universidade de Tartu tem acordos de cooperação com as seguintes universidades até o momento. Esses acordos de cooperação podem incluir programas de intercâmbio de estudantes.
Europa
- Universidade de Leuven, Bélgica
- Universidade de Helsinki, Finlândia
- Universidade de Turku, Finlândia
- Universidade de Vaasa, Finlândia
- Universidade de Giessen, Alemanha
- Universidade de Göttingen, Alemanha
- Ernst Moritz Arndt Universidade de Greifswald, Alemanha
- Universidade de Hamburgo, Alemanha
- Universidade de Marburg, Alemanha
- Universidade de Münster, Alemanha
- Universidade da Letônia, Letônia
- Universidade de Vilnius, Lituânia
- Universidade de Amsterdam, Países Baixos
- Universidade de Maastricht, Países Baixos
- Universidade de São Petersburgo, Rússia
- Universidade de Granada, Espanha
- Universidade de Göteborg, Suécia
- Universidade de Lund, Suécia
- Universidade de Uppsala, Suécia

Mundo
- Universidade de Toronto, Toronto, Canadá
- Universidade de Waseda, Japão
- Universidade da Geórgia, Estados Unidos da América
- Universidade da Carolina do Norte em Greensboro, Greensboro, Estados Unidos da América
- Universidade da Virgínia Ocidental, Morgantown, Estados Unidos da América